# 蘇聯盧布
蘇聯盧布 （俄语： 或 ）是蘇聯發行的貨幣。輔幣單位戈比，1盧布=100戈比。在1990年代到蘇聯解體前，蘇聯盧布和美元一樣，也是一種儲備貨幣。

## 历史

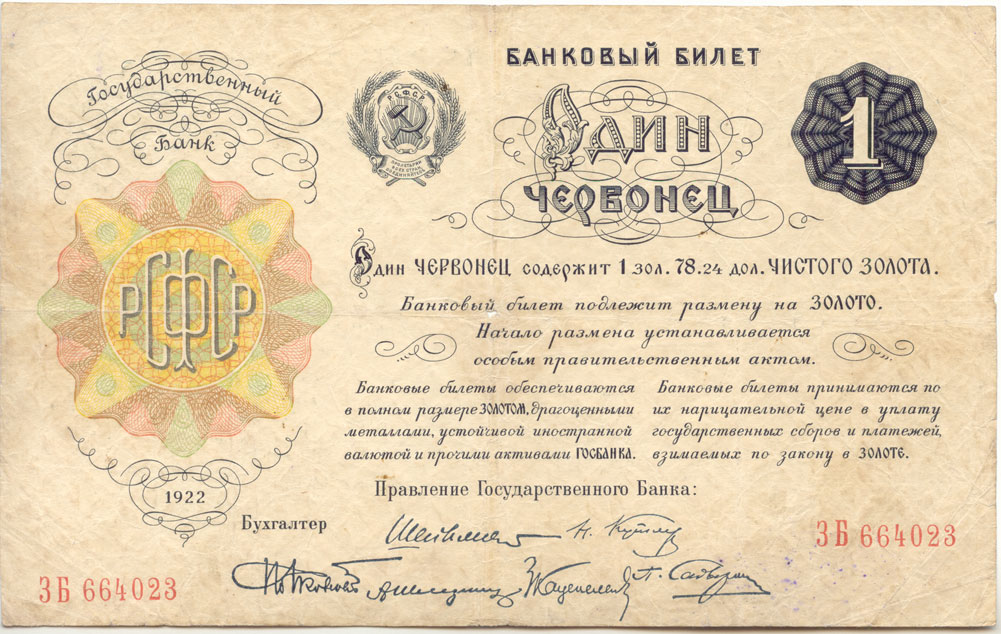
苏维埃俄国于1922年发行的、面值为1卢布的切尔文银行券

一战前夕，俄国处于流通中的货币为23.354亿卢布，其中纸币16.304亿卢布，金币4.677亿卢布，银币1.199亿卢布，银辅币1.029亿卢布，铜币1 850万卢布。一战爆发后不久，沙皇政府就取消了纸币对黄金的兑换，开始无限制地滥发纸币。1917年二月革命前夕，俄国的金本位制已经破产，纸币完全代替金属货币成为通货；一个纸卢布的购买力只相当于战前的26~27戈比。从临时政府成立到十月革命爆发前的8个多月，临时政府投入的流通纸币比沙皇政府在一战期间32个月投入的还要多。1917年10月1日，流通中的纸币总量已经达到172亿卢布，发行的纸币甚至连号码都没有，1卢布只相当于战前的6~7戈比。
1917年12月14日，按照苏维埃政府的命令，工人和赤卫队占领了彼得格勒市所有的银行和信贷机构。当天全俄中央执行委员会会议通过了《银行国有化法令》和《检查银行钢制保险箱法令》，银行业为国家垄断行业，现有一切私人股份银行应合并于国家银行。由于布尔什维克党内关于“战时共产主义与社会主义革命胜利后应该取消货币”的争论，十月革命之后的近两年时间里，苏维埃政府并未发行新货币，而是继续使用原国家银行和其他金融机构的旧货币。由此，俄国市场陷入多种货币驳杂流通的局面，旧政府的各种纸币、金属货币在各地均有流通，有的地方则实行物物交换。直到1919年苏维埃政府才发行新货币（苏维埃卢布，即纸卢布）。这些纸币的设计和印刷相对粗糙混乱，鲜明特点是印有多种文字的“全世界无产者联合起来”，其中文被印为“全方贫工之联合”。
1921年3月21日，新经济政策正式颁布实施，废除余粮征集政策，实行实物税，停止配给制度，允许商品买卖。1922年，1个战前戈比相等于当时发行的纸卢布10万元，两者相差1000万倍。货币改革是实施新经济政策的一项重要内容，而新经济政策的初步实施也为货币改革的实施打开了局面。1921年，苏维埃政府成立了苏俄国家银行（1923年更名为苏联国家银行），归口苏俄财政人民委员部管理。国家银行成立之初，资金不足，只有3万亿左右贬值了的苏维埃卢布。苏维埃政府采取“剥夺剥夺者”的政策，通过没收地主、资产阶级、高尔察克白军政府和教会的财产作为货币改革的物质基础。1921年4月14日，列宁授命《无产阶级专政时代的纸币》一书的作者普列奥布拉任斯基组织成立直属财政委员会。列宁在为直属财政委员会撰写决议时，对币制改革各方面问题进行了初步的设计：确定货币改值的比率不小于1比1 000、规定各地同时开始改革、有一定的兑换期限、兑换时间长短各地区因地制宜、新纸币定名为“国家货币”、以事先设计的共和国流通券的样券作为新纸币样式、新纸币上用国徽标明其由俄罗斯联邦发行、保留“伪造必究”字样、删去外文等。1921年12月28日，全俄苏维埃第九次代表大会通过了《关于经济工作问题的指令》，“责成财政人民委员部以最大的努力和最快的速度来减少，然后再完全停止纸币的发行，并在金本位制基础上恢复正常的货币流通。必须坚定不移地用税收取代纸币的发行，不得有丝毫拖拉。”
1922年1月1日发行新版苏维埃卢布缩小面额10 000倍。1922年3月，俄共（布）第十一次代表大会召开，“关于财政政策的问题是俄共（布）第十一次代表大会极重要的议题之一。当时，必须找到正确而实际的解决办法来帮助整顿和巩固苏维埃国家整个财政系统，必须实施一系列的财政改革，以稳定卢布，编制稳定的国家预算。必须缩减货币发行量，建立税收制度，整顿征收工作和合理的税款收入，实行严格的节约制度，保证确切的计划化，掌握贸易并加强商品流转。”俄共（布）第十一次代表大会通过的《关于财政政策的决议》：“巩固卢布、稳定并巩固币制的任务，特别强调国家银行在发展国营商业和合作社商业中的作用，着重指出国内贸易的目的是要刺激农民并使其从消费经济过渡到商品经济。”“目前，俄共在经济方面的基本任务，就是领导苏维埃政权的经济工作；必须从市场的存在出发并考虑市场的规律，掌握市场，通过有系统的、深思熟虑的、建立在对市场过程的精确估计之上的经济措施，来调节市场和货币流通。”
1922年10月11日，苏联政府颁布法令，授权苏联国家银行发行切尔文券，按照金本位制的模式，规定切尔文券含金量为每单位7.4234克，相当于沙皇时期10金卢布，相当于1923年版纸币5万卢布。“切尔文”是旧俄时代10卢布金币的名称。切尔文银行券通过对工商业的短期贷款形式发行，切尔文银行券有25%的黄金作保证，其余部分以贷款企业提供的短期票据和易售商品作为担保，由政府规定其含金量和对外汇的相应汇率。切尔文银行券作为稳定的流通手段和支付手段满足了苏联国民经济恢复的需要。经济周转普遍地开始从以黄金计算转到以切尔文计算。形成了两种货币——稳定的切尔文券和贬值的苏维埃纸卢布的平行流通制度，以切尔文券这一良币“驱逐”劣币。1922年11月，列宁在共产国际第四次代表大会上作《俄国革命的五年和世界革命的前途》报告：“真正重要的是稳定卢布的问题。……如果我们能够使卢布稳定一个长时期，然后永远稳定下来，那我们就胜利了。……我们这些落后无知的人居然懂得了最重要的一件事，懂得了稳定卢布的条件，也就可以心满意足了。这一点并不是用什么理论分析，而是用实践来证明的。我认为，实践比世界上所有理论争论都更为重要。而实践证明，我们在这里取得了决定性的成就，就是说我们开始朝着稳定卢布的方向推动经济，这对于商业，对于自由的商品流转，对于农民和广大小生产者有极其重大的意义。”1923年初切尔文券在苏联的货币流通总量中仅占3%，到1924年2月国内货币流通总额3.5亿卢布中切尔文券已经增加到83.6%。
卢布国库券是苏联人民财政委员部的名义直接发行的纸币，以苏联全部国家资产作担保发行，发行量受控，面额较小，也得到了群众的信任。
1923年1月1日第二版新卢布，“1923年一卢布等于先前的一百万卢布，或1922年的一百卢布。”这种相对平缓的币制改革以循序渐进的方式消化了通货膨胀。
1923年开始发行切尔文金币，每一枚金币由900金铸造而成，重量不少于7.742克。一共发行了2751200枚。
1924年年初，苏共（布）中央委员会全体会议通过了关于经济工作的决议：“今后党的政策应当是维持切尔文券的稳定和完成币制改革。广大群众的利益要求完成币制改革，也就是要求以稳定的通货代替贬值的苏维埃纸币。完成币制改革应当是苏维埃政权当前的基本任务之一。这个任务的胜利解决，意味着农民经济状况的改善，工人阶级和整个劳动阶层物质状况的提高以及整个经济状况的好转。”“目前，切尔文券的流通是进一步发展经济的重要支柱之一。没有切尔文券，1923年国营工业就不可能获得相应的发展。对工业、商业和农业的信贷，过去和现在都是在切尔文券流通的基础上进行的。工业依靠这种信贷，才第一次不间断地发展了生产，才能在农产品上市前积蓄大批商品。”
1924年3月7日，苏联人民委员会开始发行“金卢布国库券”，停止发行并开始收回苏维埃纸币卢布，1923年版卢布按照5万比1兑换“金卢布国库券”，1922年版卢布按照500万比1兑换金卢布国库券，1919年版卢布按照500亿比1兑换金卢布国库券。10金卢布国库券相当于1切尔文券。 为了进一步弥补小额货币的不足，苏联政府还于1924年发行了1、2、3、5、20、50戈比的小额兑换券。流通市场形成了切尔文券、苏维埃纸币、卢布国库券、金卢布国库券和小额兑换券等多币并行的局面。1924年年底，切尔文券和金卢布国库券已经成功地成为稳定的通货，苏维埃纸币几乎完全被排挤出流通市场。在1925年发行面额为3卢布和5卢布的苏维埃纸币以后，政府即宣布停止发行苏维埃卢布纸币并进行收兑。至此，新经济政策的3年货币改革成功完成。此后一直到1947年，保持了这一货币体系：1、3、5卢布面额的纸币（金卢布国库券），1、2、3、5、10切尔文面额的纸币，10卢布等价于1切尔文，1、2、3、5戈比的铜币，10、15、20戈比的银辅币。 
1947年12月14日，苏联实行币制改革：废除了切尔文银行券；旧卢布现钞以10比1换成新卢布；对于个人存款，在3000旧卢布以下的按1比1兑换，3001-10000卢布的按3比2兑换，1万卢布以上部分按2比1兑换；集体农庄存款按5比4兑换；旧公债按3比1兑换；每月工资额度按1比1变为新卢布。目的是战时农民交售粮食获得了大量卢布存款被压制掉。1947年版卢布包括1、3、5、10、25、50、100共计7种面额，版面是苏联卢布历史上最大的。其中1、3、5卢布是以国库券发行。
从1950年3月1日起，1美元兑换4苏联卢布。卢布含金量为0.222168克。1957年4月1日起，为吸引非贸易外汇，规定对自由外汇在正式汇率基础上附加150%的贴补，即对美元非贸易汇率为1美元兑换10卢布。
1961年，苏联再次实行货币改革，1新卢布等于4.45旧卢布，新卢布含金量 0.987412克。1美元兑换0.9新卢布。

## 样式
蘇聯的第一批紙幣是根據苏联中央执行委员会和苏联人民委员会在1923年11月23日、12月18日 和1924年2月7日的決議發行的，發行了10000、15000和25000盧布面值的紙幣。 而第一項決議也曾設想發行100、250、500、1000和5000盧布面額的紙幣，但從未實施。
鈔票上刻有俄文、白俄羅斯文、烏克蘭文、格魯吉亞文、亞美尼亞文和阿塞拜疆文，符合蘇聯憲法第34條的規定，以及1923 年版蘇聯國徽上有6條絲帶，上面寫著“各國無產者，聯合起來！” 所有紙鈔上都有蘇聯財政人民委員 G. Ya. Sokolnikov (Г. Я. Сокольникова)（1923-1926 年）和一名出納員的簽名。 
這些紙幣與較早發行的1923年版俄罗斯苏维埃联邦社会主义共和国紙幣同時流通。

### 纸币
1924年貨幣改革期間，引進了以黃金為支撐的硬通貨，1923年樣式的盧布也於1924年2月15日開始停止發行。新紙幣的兌換持續到 1924 年5月31日（在雅库特苏维埃社会主义自治共和国境內 - 則是直到1924年6月30日），新舊兌換率為 50,000：1。
| 1923年版                    | 1923年版 | 1923年版    | 1923年版  | 1923年版   | 1923年版                                        | 1923年版                                                     | 1923年版 | 1923年版       | 1923年版 | 1923年版      |
| 圖樣                        | 圖樣     | 面額 (盧布) | 尺寸 (mm) | 基本色調   | 描述                                            | 描述                                                         | 描述     | 日期           | 日期     | 日期          |
| 正面                        | 反面     | 面額 (盧布) | 尺寸 (mm) | 基本色調   | 正面                                            | 反面                                                         | 防偽水印 | 公布設計       | 印製     | 發行          |
| --------------------------- | -------- | ----------- | --------- | ---------- | ----------------------------------------------- | ------------------------------------------------------------ | -------- | -------------- | -------- | ------------- |
|                             |          | 10,000      | 155×79    | 綠色調     | 蘇聯國徽，數字面額和文字名稱， 莫斯科克里姆林宫 | 蘇聯國徽，數字面額和以各加盟共和國的語言文字寫出的面額名稱， | 窗型     | 1923年11月23日 | 1923年   | 1924年5月31日 |
|                             |          | 15,000      | 155×79    | 棕色調     | 蘇聯國徽，數字面額和文字名稱， 農民的簡介       | 蘇聯國徽，數字面額和以各加盟共和國的語言文字寫出的面額名稱， | 窗型     | 1923年12月18日 | 1923年   | 1924年5月31日 |
|                             |          | 25,000      | 155×79    | 丁香紫色調 | 蘇聯國徽，數字面額和文字名稱， 紅軍士兵的簡介   | 蘇聯國徽，數字面額和以各加盟共和國的語言文字寫出的面額名稱， | 窗型     | 1924年2月7日   | 1923年   | 1924年5月31日 |
| 影像比例為每毫米 1.0 像素。 |          |             |           |            |                                                 |                                                              |          |                |          |               |

| 1938年版 | 1938年版  | 1938年版 | 1938年版 |
| 图样     | 面值      | 正面图案 | 背面图案 |
| -------- | --------- | -------- | -------- |
|          | 1 盧布    | 矿工     |          |
|          | 3 盧布    | 士兵     |          |
|          | 5 盧布    | 飞行员   |          |
|          | 1 切爾文  | 列宁     |          |
|          | 3 切爾文  | 列宁     |          |
|          | 5 切爾文  | 列宁     |          |
|          | 10 切爾文 | 列宁     |          |

| 1947年版 | 1947年版 | 1947年版 | 1947年版   |
| 图样     | 面值     | 正面图案 | 背面图案   |
| -------- | -------- | -------- | ---------- |
|          | 1 卢布   | 苏联国徽 |            |
|          | 3 卢布   | 苏联国徽 |            |
|          | 5 卢布   | 苏联国徽 |            |
|          | 10 卢布  | 列宁     |            |
|          | 25 卢布  | 列宁     |            |
|          | 50 卢布  | 列宁     |            |
|          | 100 卢布 | 列宁     | 克里姆林宫 |

|  |  | 1 卢布   |
|  |  | 3 卢布   |
|  |  | 5 卢布   |
|  |  | 10 卢布  |
|  |  | 25 卢布  |
|  |  | 50 卢布  |
|  |  | 100 卢布 |

## 汇率
从1971年至1988年期间，苏联官方苏联官方对卢布的平均估值约为 1美元兑0.74卢布。然而，在同一时期，黑市上的平均汇率约为 1美元兑4.14卢布。。1980年代后期在改革下的经济开放导致对卢布汇率更为现实的认可，具体如下：
1989年末，卢布针对特定用途（如境外旅行）进行了贬值。当时的官方标准汇率为1美元兑0.62卢布，但用于旅行等目的的特别汇率则调整为1美元兑6.26卢布。
1990年11月，苏联引入了一种新的“商业汇率”，设定为1美元兑1.80卢布。与此同时，黑市上1美元的交易价格已上涨至约20卢布。
1991年初，在1991年的货币改革失败后，针对游客的汇率被急剧贬值至1美元兑27.6卢布。按此汇率计算，当时苏联公民约330卢布的平均月工资，其在国际市场上的购买力仅相当于约12美元。
1991年10月，卢布持续其下跌趋势。在黑市上，1美元价值35至40卢布；而在政府组织的货币拍卖中，1美元的价格更是高达45至70卢布。
到1991年12月初，即苏联正式解体前夕，卢布的市场汇率已跌至近1美元兑100卢布的水平。
苏联官方的卢布美元兑换汇率，来源：
| 日期       | 1美元兑苏联卢布 | 1苏联卢布兑美元 |
| ---------- | --------------- | --------------- |
| 1924-01-01 | 2.2000          | $0.4545         |
| 1924-02-01 | 2.1700          | $0.4608         |
| 1924-03-01 | 2.1100          | $0.4739         |
| 1924-03-08 | 2.0000          | $0.5            |
| 1924-04-01 | 1.9405          | $0.5153         |
| 1927-01-01 | 1.9450          | $0.5141         |
| 1928-02-01 | 1.9434          | $0.5145         |
| 1933-04-01 | 1.9434          | $0.5145         |
| 1933-05-01 | 1.7474          | $0.5722         |
| 1934-01-01 | 1.2434          | $0.8042         |
| 1934-02-01 | 1.2167          |                 |
| 1934-03-01 | 1.1592          |                 |
| 1934-04-01 | 1.1575          |                 |
| 1934-05-01 | 1.1455          |                 |
| 1934-06-01 | 1.1564          |                 |
| 1934-07-01 | 1.1537          |                 |
| 1934-08-01 | 1.1552          |                 |
| 1934-09-01 | 1.1375          |                 |
| 1934-10-01 | 1.1459          |                 |
| 1934-11-01 | 1.1554          |                 |
| 1934-12-01 | 1.1548          |                 |
| 1935-01-01 | 1.1509          | $0.8689         |
| 1935-02-01 | 1.1611          |                 |
| 1935-03-01 | 1.1468          |                 |
| 1935-04-01 | 1.1560          |                 |
| 1935-05-01 | 1.1518          |                 |
| 1935-06-01 | 1.1566          |                 |
| 1935-07-01 | 1.1470          |                 |
| 1935-08-01 | 1.1488          |                 |
| 1935-09-01 | 1.1527          |                 |
| 1935-10-01 | 1.1554          |                 |
| 1935-11-01 | 1.1552          |                 |
| 1935-12-01 | 1.1558          |                 |
| 1936-01-01 | 1.1516          | $0.8684         |
| 1936-02-01 | 1.1541          |                 |
| 1936-03-01 | 1.1390          |                 |
| 1936-04-01 | 5.0617          |                 |
| 1936-05-01 | 5.0600          |                 |
| 1936-06-01 | 5.0600          |                 |
| 1936-07-01 | 5.0300          |                 |
| 1936-08-01 | 5.0400          |                 |
| 1936-09-01 | 5.0600          |                 |
| 1936-10-01 | 5.0600          |                 |
| 1936-11-01 | 5.0610          |                 |
| 1936-12-01 | 5.0510          |                 |
| 1937-01-01 | 5.0400          | $0.1984         |
| 1937-02-03 | 5.0500          |                 |
| 1937-03-01 | 5.0620          |                 |
| 1937-04-01 | 5.1190          |                 |
| 1937-05-01 | 5.2730          |                 |
| 1937-06-01 | 5.2770          |                 |
| 1937-07-01 | 5.2780          |                 |
| 1937-07-19 | 5.3000          | $0.1887         |
| 1950-02-01 | 5.3000          | $0.1887         |
| 1950-03-01 | 4.0000          | $0.2500         |
| 1961-01-01 | 0.9000          | $1.1111         |
| 1971-12-24 | 0.8290          | $1.2063         |
| 1972-07-01 | 0.8200          | $1.2195         |
| 1973-01-01 | 0.8260          | $1.2107         |
| 1974-01-01 | 0.7536          | $1.3270         |
| 1975-01-01 | 0.7300          | $1.3699         |
| 1976-01-01 | 0.7580          | $1.3193         |
| 1977-01-01 | 0.7420          | $1.3477         |
| 1978-01-01 | 0.7060          | $1.4164         |
| 1979-01-01 | 0.6590          | $1.5175         |
| 1980-01-03 | 0.6395          | $1.5637         |
| 1981-01-01 | 0.6750          | $1.4815         |
| 1982-01-01 | 0.7080          | $1.4124         |
| 1983-01-13 | 0.7070          | $1.4144         |
| 1984-01-01 | 0.7910          | $1.2642         |
| 1985-02-28 | 0.9200          | $1.0870         |
| 1986-01-01 | 0.7585          | $1.3184         |
| 1987-01-01 | 0.6700          | $1.4925         |
| 1988-01-06 | 0.5804          | $1.7229         |
| 1989-01-04 | 0.6059          | $1.6504         |
| 1990-01-03 | 0.6072          | $1.6469         |
| 1991-01-02 | 0.5605          | $1.7841         |
| 1991-02-13 | 0.5450          | $1.8349         |
| 1992-01-01 | 0.5549          | $1.8021         |

## 废止
| 國家                               | 新貨幣     | 與蘇聯盧布的匯率 | 推出新貨幣日期 | 停止使用蘇聯盧布日期 | 註 |
| 俄羅斯                             | 盧布       | 1                | 1992年         | 1993年7月            | 1998年1月1日，俄羅斯盧布以1000兌1重新定值                                                                   |
| 乌克兰                             | 卡本瓦那茲 | 1                | 1992年1月10日  | ?                    | 卡本瓦那茲（乌克兰库邦）1996年9月2日被格里夫納取代，兌換率為100000兌1                                       |
| 白俄羅斯                           | 盧布       | 10               | 1992年5月      | ?                    | 2006年1月1日，白俄羅斯盧布以1000兌1重新定值                                                                 |
|                                    | 索姆库邦   | 1                | 1993年11月15日 | 1993年11月15日       | 索姆库邦為過渡貨幣，於1994年7月1日被索姆取代，兌換率為1000兌1                                               |
|                                    | 堅戈       | 500              | 1993年11月15日 | ?                    | - |
|                                    | 库邦拉里   | 1                | 1993年4月5日   | ?                    | 「库邦拉里」（格鲁吉亚库邦）是臨時貨幣，1995年10月2日被拉里取代，兌換率為1百萬兌1                           |
|                                    | 馬納特     | 10               | 1992年8月15日  | ?                    | 2006年1月1日，馬納特以5000兌1被重新定值                                                                     |
| 立陶宛                             | 塔龍那     | 1                | 1992年5月1日   | 1992年10月1日        | 「塔龍那」是臨時貨幣，1993年6月25日被立特取代，兌換率為100兌1。 立陶宛於2015年使用歐元                      |
| 摩尔多瓦 · （除 德涅斯特河沿岸外） | 庫邦       | 1                | 1992年         | ?                    | 庫邦是臨時貨幣，1993年11月29日被列伊取代，兌換率為1000兌1。                                                 |
| 德涅斯特河沿岸                     | 盧布       | 1                | 1994年         | ?                    | 2000年1月1日，德涅斯特盧布以1000000兌1重新定值                                                              |
| 拉脫維亞                           | 盧布       | 1                | 1992年5月7日   | 1992年7月20日        | 拉脫維亞盧布是臨時貨幣，1995年10月2日被拉特取代，兌換率為200兌1。 拉脫維亞於2014年使用歐元                  |
|                                    | 索姆       | 200              | 1993年5月10日  | 1993年5月15日        | 直至2008年1月1日，索姆只發行鈔票                                                                            |
|                                    | 盧布       | 100              | 1995年5月10日  | ?                    | 塔吉克因爆發內戰，是最後一個停止使用蘇聯盧布的國家。塔吉克盧布在2000年10月30日被索莫尼取代，兌換率為1000兌1 |
|                                    | 馬納特     | 500              | 1993年11月1日  | ?                    | 2009年，土庫曼馬納特以5000兌1重新定值                                                                       |
| 亞美尼亞                           | 德拉姆     | 200              | 1993年11月22日 | ?                    | - |
| 爱沙尼亚                           | 克朗       | 10               | 1992年6月20日  | 1992年6月22日        | 原與西德馬克掛勾 愛沙尼亞於2011年使用歐元                                                                   |

## 外部連結
- 苏联硬币 (目錄和畫廊)